# Bejaria cubensis
Bejaria cubensis är en ljungväxtart som beskrevs av August Heinrich Rudolf Grisebach. Bejaria cubensis ingår i släktet Bejaria och familjen ljungväxter. Inga underarter finns listade i Catalogue of Life.